# Alberto Teisaire
Alberto Teisaire (20 mai 1891 – 11 septembre 1962) est un militaire et homme politique argentin du Parti justicialiste (péroniste). Il est élu vice-président argentin en 1954. Il est également le fondateur du parti Partido Independiente, l'un des trois partis à avoir soutenu la candidature de Juan Perón à l'élection présidentielle de 1946. Pendant le soulèvement du 4 juin 1943, qui voit l'ascension du général Pedro Pablo Ramírez, puis de Edelmiro Julián Farrell et en 1946 de Juan Perón, il assume successivement les charges de ministre de la marine et de ministre de l'intérieur. Il est également élu trois fois sénateur de la ville de Buenos Aires en 1946, 1949 et 1952.
Lors de la Revolución Libertadora de Pedro Eugenio Aramburu, la dictature lui demande de réaliser une « confession » des crimes supposés du péronisme, qui est mise à l'écran et diffusée dans toutes les salles de cinéma.